# Oleg Balan
Oleg Balan (n. 27 noiembrie 1969, Cîrpești, Cantemir) este un jurist din Republica Moldova, care din 18 februarie 2015 până la 20 ianuarie 2016 a îndeplinit funcția de ministru al afacerilor interne al Republicii Moldova.

## Biografie
Oleg Balan s-a născut pe 27 noiembrie 1969, în satul Cîrpești, raionul Cantemir, RSS Moldovenească, Uniunea Sovietică. Între anii 
1990 - 1994 a studiat dreptul la Academia de Poliție „Alexandru Ioan Cuza” din București, România. În 1995 - 1998 și-a făcut doctoratul în drept internațional la Universitatea Babeș-Bolyai din Cluj-Napoca, România. În 2007-2009 a făcut postdoctoratul la Academia de Științe a Moldovei, Institutul de Istorie, Stat și Drept, devenind doctor habilitat în drept.
Între 1994 - 2002 a activat la Academia de Poliție „Ștefan cel Mare” a Ministerului Afacerilor Interne, în calitate de lector superior, conferențiar universitar, șef-adjunct de catedră, șef catedră, decan al facultății de drept, director al liceului militar a MAI. Din 2003 până în 2010 a fost director al departamentului Administrare Publică din cadrul Academiei de Administrare Publică de pe lîngă Președintele Republicii Moldova, iar din anul 2010 până în august 2013 a fost vicerector al Academiei de Administrare Publică de pe lîngă Președintele Republicii  Moldova. Între august 2013 și mai 2014 a fost prim-prorector al Academiei de Administrare Publică; iar din 21 mai 2014 este rector al Academiei de Administrare Publică.
Din decembrie 2014 până în data de 18 februarie 2015 Oleg Balan a fost deputat în Parlamentul Republicii Moldova, după care a fost numit în funcția de Ministru al Afacerilor Interne al Republicii Moldova în cabinetul Gaburici, înlocuindu-l pe Dorin Recean. Și-a păstrat funcția și în noul guvern format sub conducerea lui Valeriu Streleț, până la învestirea guvernului Pavel Filip pe 20 ianuarie 2016.

## Viața personală
Oleg Balan este căsătorit și are doi copii. Înafară de limba română mai cunoaște limbile rusă și franceză.